# シンガポールにおけるLGBTの権利
シンガポールのレズビアン、ゲイ、バイセクシャル、トランスジェンダー（LGBT）市民には、非LGBT市民にはない法的課題が存在している。適用例は多くないが、男性間の性行為は違法となっている。

## 2007年10月の法改正
2007年の刑法改正にて、オーラルセックスおよびアナルセックスに対する法規制は異性間と女性同性間に限り撤廃された。この時の改正では、同意にもとづく男性間の行為を違法行為とする「刑法 377A条」は継続適用となった。
シンガポール国立大学の法律学教授であるクマラリンガム・アミサリンガム（タガログ語: Kumaralingam Amirthalingam）は男性間に対しての法規制に対して反対を表明している。377A条の廃止を求める討論にて、首相のリー・シェンロンは投票前の議員を前に「シンガポールは基本的に保守的な社会であり、家族は社会における基本単位となっている。そしてシンガポールにおける家族とは、一人の男性と一人の女性が結婚し、子供を授かり育てあげることを、継続的な家族の形に沿って行われていくことであります」と演説を行った。

### 刑法377A条
377A条（品位の侵害）では「公共または私的、同意、斡旋を問わず、男性に対してわいせつな行為を行う、もしくは斡旋により手数料を受け取る行為は最長2年間の拘禁刑に処する」と規定している。
この条文は1965年にシンガポールがイギリスから独立した際に、植民地時代の法律を引き継いだため現在も存在している。
一方でシンガポール政府は、実際にはこの条文を適用しないことを明言してきた。2022年8月21日、首相のリー・シェンロンは刑法377A条を「社会に受け入れられつつある同性愛者に安心を与えるため」として近く廃止する方針を明らかにした。
2022年11月29日、シンガポールの国会は、男性の同性愛行為を違法と定めた刑法377A条の廃止法案を与野党の賛成多数で可決した。同時に憲法も改正され、結婚は男女間でなされるという定義の変更には国会の同意が必要とされ、同性婚は事実上阻止されることになった。

### 刑法354条 (謙虚の侵害)
刑法354条では、「謙虚な人々に対して侮辱またはそれを行うとみなされた人物が犯罪行為を行った場合に、最長2年間の拘禁刑または罰金、むち打ちまたはいずれか2つの刑に処する」と規定している。
354条は警察または身体的な接触のあった場合に適用される。身体的な接触のない場合や同性愛者的な振舞いは294A条によって罰金が科せられる。

### 刑法294A条 (わいせつ行為)
おとり捜査の警察官が性行為を求めるジェスチャーを行った人物に、公共の場所におけるわいせつ行為を禁じる294A条（最長3ヶ月の拘禁刑または罰金、またはその両方）を適用している。1990年から94年にかけて6件の有罪判決が下り、200〜800ドルの罰金が科されている。

### 多種侵害 (公序良俗)法
警察は多種侵害 (公序良俗)法の19条（公共の場における客引きの禁止）を適用することが可能で、この条文には売春と客引きだけでなく「その他の不道徳な行為」を規制の範囲に定めている。罰則として最大$1,000の罰金だけでなく6か月未満の拘禁刑も適用される場合がある。
シンガポール国立大学の社会学者 Laurence Leong Wai Tengの調査によると、1990年から94年にかけて、男性同性愛者が客引き行為の適用で罰金刑を受けたケースが11件あり、$200〜500を科されていた。しかしながらシンガポールの法律研究者向けの情報サービス「Lawnet」には19条による有罪判決を受けた人物が1人も登録されていないことが明らかになっている。これは処罰を受けた人物がいないことを指しているとは限らず、有罪を認めたために裁判が行われなかったために判例が存在していない可能性がある。

## 政府

### 行政府
2003年以前では、シンガポール行政府において同性愛者は「敏感な問題」を理由に採用が見送られていた。

### シンガポール軍
同性愛者や女性的な男性もシンガポール軍の徴兵対象になっている。

#### カテゴリー302
シンガポール国内で著名かつ悪名の高い分類に、医療用のコード「カテゴリー302」（俗称「cat302」）がある。これは同性愛者、異性装者、小児性愛者等を示し、また同性愛者にはさらに「女らしい振舞いの有/無」のサブ項目がある。

##### 取り扱い
自己申告または従軍者で同性愛者と判明した人物は、精神病の疑いについて精神科による徹底した検査が行われ、両親に対する聞き取り調査も行われる。
身体的な状態を問わず従軍適性判断は「C」に評価され、基本的な軍事訓練のみを受けることになる。訓練終了後は機密性の低い部署に配属となり、機密文章へのアクセスが不可能な権限を与えられることになる。
かつてはカテゴリー302の人物は、夜通しのキャンプを伴う任務や夜間任務は不可とされていたが、この制限は緩和されている。女性的な同性愛者は軍務の終了後もリストに掲載され、予備役の訓練は免除される。

#### カテゴリー30-B
あまり著名でないコードに「カテゴリー30-B」があり、「性同一性に問題のない女性的な振舞いのある人物」を表している。これには「女性的な傾向が低い/高い」のサブ項目がある。

### 地方自治開発省
2006年1月に地方自治開発省は、いわゆる脱ゲイを促進する団体「Liberty League」にS$100,000（US$61,500）を資金援助した。